# Tommy Lee Jones
Tommy Lee Jones (San Saba, Texas, 15 de setembro de 1946) é um ator, cineasta e produtor de cinema norte-americano.

## Biografia e carreira
Filho de Lucille Marie Scott, que foi oficial de polícia, professora e dona de um salão de beleza e Clyde C. Jones que trabalhava em um campo de petróleo. Venceu o Oscar de Melhor Ator Coadjuvante, em 1994 pela performance em The Fugitive. Também destacou-se em diversos filmes de sucesso, como U.S. Marshals, Men in Black, Men in Black II, Men in Black III, No Country for Old Men, Batman Forever, Under Siege, The Three Burials of Melquiades Estrada, Captain America: The First Avenger e Lincoln.
Em 1969, formou-se em Literatura Inglesa na Universidade Harvard, onde foi colega de quarto de Al Gore, que veio a se tornar o vice-presidente dos Estados Unidos no governo de Bill Clinton e de quem permanece amigo até hoje. Em seguida, mudou-se para Nova Iorque, onde iniciou a carreira teatral na Broadway. A estréia no cinema aconteceu com o filme Love Story, em 1970. Enquanto viveu em Nova Iorque, atuou em diversas peças de teatro e fez trabalhos na televisão.
Em 1975, mudou-se para Los Angeles, e iniciou na televisão, fazendo filmes e atuando em alguns seriados, como Charlie's Angels (episódio piloto).
A estréia como diretor foi em The Good Old Boys (1995), um filme para a televisão. Em 2005, dirigiu The Three Burials of Melquiades Estrada, seu primeiro filme para a tela grande.
Casou três vezes: Kate Lardner (1971 - 1978), Kimberlea Gayle Cloughley (1981 - 1996, e com quem teve dois filhos), e Dawn Jones (2001 até o presente).
Possui uma estrela na Calçada da Fama, em 6925 Hollywood Boulevard.